# Geghadir (Kotayk)
Pour l’article homonyme, voir Geghadir (Aragatsotn).
Geghadir (en arménien Գեղադիր) est une communauté rurale du marz de Kotayk, en Arménie. Elle compte 706 habitants en 2008.